# Enrico Franchini
Enrico Franchini (* 9. November 1921 in Montagnola; † 23. August 2006 in Möhlin) war ein Schweizer Lehrer, Instruktionsoffizier und Kommandant der Schweizer Armee.

## Leben
Er besuchte das Lyzeum und das Lehrerseminar in Locarno, 1940 erwarb er das Primarlehrerpatent, 1943–1946 war er Lehrer in Gordola. Ab 1948 begann er seine militärische Karriere als Instruktionsoffizier der Infanterie, ab 1955 wurde er Generalstabsoffizier. Er kommandierte 1958–1960 das Gebirgsfüsilierbataillon 94, 1969–1971 das Tessiner Gebirgsinfanterieregiment 30, 1975–1978 die Gebirgsdivision 9 und 1979–1983 als erster Tessiner Korpskommandant das Gebirgsarmeekorps 3. 1961–1962 weilte er zur Ausbildung an der Scuola di Guerra in Civitavecchia und bei der französischen Armee in Baden-Baden.
Anschliessend war er von 1972 bis 1974 Kommandant der Infanterieschule in Aarau. 1972–1978 dozierte er an der militärwissenschaftlichen Abteilung der ETH Zürich. Franchini setzte sich in Schrift und Wort für den Ausbau der Feuerkraft und der Luftbeweglichkeit, aber auch für den Bestandesabbau und eine flexible Führung des Gebirgsarmeekorps ein. Von 1985 bis 1993 war er Zentralpräsident des Schweizerischen Samariterbundes.

## Schriften
- Der Instruktor als Mitarbeiter in der Militärverwaltung. In: Schweizer Soldat. Monatszeitschrift für Armee und Kader mit FHD-Zeitung. 48. Jg., Nr. 2. Verlagsgenossenschaft «Schweizer Soldat», Basel 1973, S. 18–20 (archiviert in E-Periodica der ETH Zürich).